# Александр Обухов (плавбаза)

«Александр Обухов» после трагедии.

Алекса́ндр О́бухов — советская рыбоконсервная плавучая база (бортовой номер ПЗ-2708), построенная на Адмиралтейском заводе в Ленинграде (СССР) в 1962 году и затонувшая 4 мая 1982 года в порту Владивостока.

## История
«Александр Обухов» был построен как база-краболов, но в 1981 году его переоборудовали под выпуск рыбных консервов.

## Гибель судна
4 мая 1982 года в бухте Золотой Рог судно потеряло остойчивость и резко опрокинулось на бок возле пирса.
За год до аварии «Александр Обухов» ремонтировался на Дальзаводе. Одним из объектов ремонта являлись трубы системы пожаротушения, протянутые по всему судну. На участке трубы, расположенном в 4 трюме, была установлена заглушка из материала, плохо противостоящего воздействию морской воды. Через некоторое время заглушка раскрылась, и пожарные насосы судна стали закачивать забортную воду в трюм. В результате в трюме оказалось порядка 560 тонн воды.
Утром 3 мая 1982 года механик, сдавая вахту, заявил, что при крене более трёх градусов на любой борт судно заваливается. В это утро из донных танков подняли наверх 210 тонн мазута. Расчётов остойчивости при этом не производилось. Также на судне бездействовали мерительные трубки, и объём сточных вод в танках был неизвестен.
В 22:15 судно самопроизвольно перевалилось с трёх градусов левого на шесть градусов правого борта. В 22:40 второй механик доложил на мостик, что при попытках подравнивания судно не держалось на ровном киле и в результате завалилось на 10 градусов левого борта. Далее на протяжении нескольких часов плавбаза продолжала заваливаться со всё увеличивающейся амплитудой, пока в 02:55 4 мая не накренилась на 35° левого борта. К этому моменту в «Обухов» уже вовсю поступала забортная вода через открытые иллюминаторы нижней палубы. Процесс принял необратимый характер, и через несколько минут судно легло левым бортом на грунт.
По официальным данным, погибло от 9 до 12 человек. По неофициальным (слухам, разошедшимся во Владивостоке) — от 100 до 1200.
Работы по подъёму судна продолжались почти 9 месяцев. Водолазы извлекали из затопленных кают и коридоров тела погибших, заваривали и закрывали отверстия, герметизировали корпус, откачивали воду.

## Дальнейшая судьба
После подъёма судно было отбуксировано в Дальзавод. Восстановление его, после обследования комиссией, было признано нецелесообразным, судно отбуксировали на слом и разделали в 1986 году. Капитан и второй механик понесли уголовное наказание.